# William Kingdon Clifford
William Kingdon Clifford (Exeter, 4 mei 1845 – Madeira, 3 maart 1879) was een Brits wiskundige en filosoof. Samen met Hermann Grassmann, introduceerde hij wat nu als meetkundige algebra wordt aangeduid, een speciaal onderdeel van de Clifford-algebra die ter ere van hem zo is genoemd, met belangrijke toepassingen in de hedendaagse wiskundige natuurkunde en meetkunde. Hij was de eerste die opperde dat zwaartekracht mogelijk een uiting was van een onderliggende meetkunde. In zijn filosofische geschriften bedacht hij de uitdrukking "mind-stuff (geeststof)".

## Biografie
Geboren in Exeter, was William Clifford op school al veelbelovend. Hij ging naar het Kings College in Londen (was toen 15 jaar) en Trinity College, in Cambridge, waar hij in 1868 werd gekozen tot staflid, nadat hij tweede was geworden voor het hoogste wiskunde-examen en tevens tweede voor Smithsprijs. Tweede worden was een lot dat hij deelde met anderen die later beroemde wiskundigen werden, zoals William Thomson (Lord Kelvin) en James Clerk Maxwell. In 1870 nam hij deel aan een expeditie naar Italië om een zonsverduistering te bekijken en overleefde een schipbreuk onder de kust van Sicilië.
In 1871 werd hij benoemd tot hoogleraar wiskunde en mechanica aan het University College van Londen, en in 1874 werd hij staflid (Fellow) van de Royal Society. Hij was ook lid van de London Mathematical Society, de Metaphysical Society.
Op 7 april 1875 huwde Clifford met Lucy Lane. In 1876 maakte Clifford een zenuwinzinking door, waarschijnlijk veroorzaakt door overwerk; hij doceerde en bestuurde overdag en schreef ’s nachts. Een halfjaar durende vakantie in Algerije en Spanje stelde hem in staat om zijn werkzaamheden na 18 maanden weer voort te zetten, maar daarna stortte hij opnieuw in. Hij vertrok naar Madeira om te herstellen, maar stierf daar na een paar maanden aan de gevolgen van tuberculose. Hij liet een weduwe en twee kinderen achter. Elf dagen later werd Albert Einstein geboren, die verder zou gaan met het ontwikkelen van de meetkundige zwaartekrachttheorie, waar Clifford zesendertig jaar eerder de eerste ideeën voor had geopperd.
Net als Charles Dodgson genoot hij ervan om kinderen te vermaken en schreef een verzameling sprookjes, Het kleine volkje.
Clifford en zijn vrouw liggen begraven op het Highgate kerkhof, net ten noorden van het graf van Karl Marx, en vlak bij de graven van George Eliot en Herbert Spencer.

## Wiskundige
"Clifford was bovenal en vooral een meetkundige." (H.J.S. Smith). Daarin was hij een vernieuwer tegen de buitensporige analytische neiging van de wiskundigen aan Cambridge in. Beïnvloed door Bernhard Riemann en Nikolaj Lobatsjevski, bestudeerde Clifford de niet-Euclidische meetkunde. In 1870 schreef hij Over de ruimtelijke theorie van materie, waarin hij beargumenteerde dat energie en materie gewoon twee verschillende typen waren van de ruimtekromming. Deze ideeën speelden later een fundamentele rol in Albert Einsteins algemene relativiteitstheorie.
Toch is Clifford tegenwoordig het meest bekend door zijn naamgevende Clifford-algebra’s, een soort associatieve algebra, die de complexe getallen en William Rowan Hamiltons quaternionen veralgemeent. Het laatste resulteerde in de complexe quaternionen (biquaternionen), die hij gebruikte om bewegingen te bestuderen in niet-Euclidische ruimten en op bepaalde oppervlakken, die wij tegenwoordig kennen als de Klein-Clifford ruimten. Hij liet zien dat ruimten met een constante kromming in hun topologische structuur konden verschillen. Hij bewees ook dat een Riemann-oppervlak topologisch equivalent is met een doos met gaten. Over Clifford algebra’s, quaternionen, en hun rol de huidige wiskundige natuurkunde zie Roger Penrose (2004).
Zij tijdgenoten beschouwden hem als iemand met een buitengewone scherpzinnigheid en originaliteit, begiftigd met een rappe geest en tong, een heldere stijl, geestig en met een dichterlijke fantasie en vriendelijk in de omgang. In zijn grafentheorie, of meetkundige voorstellingen van algebraïsche functies, verschafte hij waardevolle suggesties die later door anderen zijn uitgewerkt. Hij was ook zeer geïnteresseerd in universele algebra en elliptische functies, waarbij zijn essays "Inleidende schets van Biquaternionen" (1873) en "Over de kanonieke vorm en doorsnijding van een Riemann-oppervlak" (1877) aangemerkt worden als klassieke artikelen. Een andere belangrijke verhandeling is zijn "Classificatie van Loci" (1878). Hij publiceerde ook een aantal essays over algebraïsche vormen en projectieve meetkunde.

## Filosoof
Als filosoof wordt de naam van Clifford hoofdzakelijk in verband gebracht met twee begrippen, die hij heeft geïntroduceerd, "geeststof (mind-stuff)" en het "stamzelf (tribal self)". Het eerste symboliseert zijn metafysische opvatting, die hem ingegeven was bij het lezen van Spinoza. Sir Frederick Pollock schreef over Clifford het volgende:
Kortom, de opvatting is dat de geest de ultieme werkelijkheid is; niet de geest zoals wij die kennen in de complexe vormen van bewust voelen en denken, maar als het eenvoudigere bestanddeel waaruit denken en voelen zijn opgebouwd. Het hypothetische ultieme bestanddeel van de geest, of atoom of geeststof, correspondeert exact met het hypothetische atoom van de materie, het ultieme gegeven waarvan het stoffelijke atoom het verschijnsel is. Materie en het waarneembare universum zijn de relaties tussen bijzonder organismen, dat wil zeggen, tussen de geest georganiseerd in bewustzijn, en de rest van de wereld. Dat leidt tot het resultaat dat in een oppervlakkige en populaire betekenis materialistisch genoemd zou kunnen worden. Maar de theorie moet, als een metafysische theorie, gerekend worden tot de idealistische kant. Technisch gezegd, is het een ideaal monisme.
Het ander begrip, “stamzelf,” levert de sleutel tot de ethische visie van Clifford, die bewustzijn en morele wet verklaart door de ontwikkeling in elk individu van een “zelf,” dat het gedrag voorschrijft dat bevorderlijk is voor het welzijn van de “stam.” Veel van Cliffords bekendheid toentertijd was te danken aan zijn houding ten opzichte van religie. Geïnspireerd door een intense liefde voor zijn opvatting van waarheid en zijn toewijding aan de publieke zaak, verklaarde hij de oorlog aan die kerkelijke systemen, die voor hem het obscurantisme leken te bevorderen, en die de eisen van de sekte boven die van de maatschappij plaatsen. De ontsteltenis was des te groter, omdat de theologie zich nog niet had verzoend met het Darwinisme; en Clifford werd gezien als een gevaarlijke voorvechter voor de antispirituele tendensen die destijds aan de moderne wetenschap werden toegeschreven.

Hij beargumenteerde dat het immoreel was om dingen te geloven, waarvoor bewijs ontbreekt, in zijn essay uit 1877 De ethiek van het Geloven, waarin het beroemde principe te lezen valt: 
(...) het is altijd, overal en voor iedereen onjuist om iets te geloven op onvoldoende gronden
, en
Als iemand die een mening aanhangt, die hem gedurende zijn jeugd is onderwezen of waartoe hij later is overgehaald, elke twijfel die in zijn hoofd opkomt onderdrukt en wegduwt, doelbewust vermijdt boeken te lezen en mensen te spreken die dat geloof in twijfel trekken of ter discussie stellen, en vragen ongepast vindt die niet gesteld kunnen worden zonder dat geloof te verstoren - dan is dat leven van die man één grote zonde tegen de mensheid.
Wat dat betreft stond zijn argumentatie haaks op de religieuze denkers, voor wie het “blinde geloof” (dat wil zeggen geloven in dingen ondanks de afwezigheid van bewijs daarvoor) een deugd was. Dit essay werd fel aangevallen door de pragmatische filosoof William James in zijn voordracht De Wil om te Geloven. Vaak worden deze twee werken samen gepubliceerd als toetsstenen voor de discussie over bewijsbaarheid, geloof, en een te groot geloof.

## Keuze uit zijn werk
Zijn meeste geschriften zijn postuum gepubliceerd.
- 1877. "The Ethics of Belief," "Contemporary Review".
- 1878. "Elements of Dynamic ", vol. 1.
- 1879. "Seeing and Thinking", populair-wetenschappelijke voordrachten.
- 1879. "Lectures and Essays[dode link]", met een inleiding door Sir Frederick Pollock.
- 1882. Mathematical Papers, uitgegeven door R Tucker, met een inleiding door Henry J. S. Smith.
- 1885. The Common Sense of the Exact Sciences . Voltooid door Karl Pearson.
- 1887. Elements of Dynamic, vol. 2, in Ewald, William B., ed., 1996. From Kant to Hilbert: A Source Book in the Foundations of Mathematics, 2 vols. Oxford University Press.
- 1872. On the aims and instruments of scientific thought, 524-41.
- 1876. On the space theory of matter, 523.

## Citaten
Grafsteen voor W. K. Clifford en zijn echtgenote op het kerkhof van Highgate (ca. 1986)
- "Ik ... beweer dat in de fysieke wereld niets anders plaatsvindt dan deze afwisseling [van de ruimtekromming].” Mathematical Papers.
- "Er is geen wetenschappelijke ontdekker, geen dichter, geen schilder en geen musicus, die je niet zal vertellen dat hij zijn ontdekking, gedicht of schilderij niet al kant-en-klaar heeft gevonden – dat hij het van buitenaf heeft gekregen, en het niet bewust van binnenuit tot stand heeft gebracht.” (Uit een voordracht voor het Koninklijk Instituut, met de titel “Een aantal voorwaarden voor mentale ontwikkeling.”
- "Het is altijd onjuist, overal en voor iedereen om iets te geloven op onvoldoende gronden.” De Ethiek van het Geloven. (1879)
- "Ik was er niet en ik werd verwekt. Ik had lief en deed wat werk. Ik ben niet meer en treur niet.” – grafschrift.

## Verder te lezen
- (en)  Chisholm, M. (1997). https://web.archive.org/web/20200803211720/http://clifford-algebras.org/ William Kingdon Clifford (1845-1879) and his wife Lucy (1846-1929). Advances in Applied Clifford Algebras 7S: 27 – 41.
- (en)  Chisholm, M. (2002). Such Silver Currents - The Story of William and Lucy Clifford, 1845-1929. Cambridge, UK: The Lutterworth Press. ISBN 0-7188-3017-2.
- MacFarlane, Alexander (1916). Lectures on Ten British Mathematicians of the Nineteenth Century. New York: John Wiley and Sons. (See especially pages 78 – 91)
- (en)  Penrose, Roger (2004). The Road to Reality: A Complete Guide to the Laws of the Universe. Alfred A. Knopf. (See especially Chapter 11)
- (en)  Stephen, Leslie; Pollock, Frederick (1879), Lectures and Essays by the Late William Kingdon Clifford, F.R.S, 1, New York: Macmillan and Company,
- (en)  Stephen, Leslie; Pollock, Frederick (1879), Lectures and Essays by the Late William Kingdon Clifford, F.R.S, 2, New York: Macmillan and Company,